# Luigi Carpaneda
Luigi Carpaneda   (Milà, 28 de novembre de 1925 - Milà, 14 de desembre de 2011) fou un tirador d'esgrima italià, especialista en floret, que va competir durant la dècada de 1950.
El 1956 va prendre part en els Jocs Olímpics d'Estiu de Melbourne, on va guanyar la medalla d'or en la prova del floret per equips del programa d'esgrima. Quatre anys més tard, als Jocs de Roma, va disputar dues proves del programa d'esgrima. En la prova del floret per equips guanyà la medalla de plata, mentre en la del floret individual quedà eliminat en sèries.

En el seu palmarès també destaquen dues medalles al Campionat del món d'esgrima, d'or el 1955 i de bronze el 1957. El 1955, a Barcelona, guanyà tres medalles als Jocs del Mediterrani.
Una vegada retirat de l'esgrima es dedicà a la vela, esport on es proclamà campió del món en la categoria de 3/4 de tona el 1982 a Trieste. Fou capità de la selecció italiana que participa cinc vegades a l'Admiral's Cup. Va morir en ser atropellat per un cotxe mentre creuava un carrer a Milà.